# Trox cotodognanensis
Trox cotodognanensis es una especie de coleóptero de la familia Trogidae.

## Distribución geográfica
Habita en el sur de la España peninsular.
Calificada como casi amenazada en el Libro Rojo de los Invertebrados de Andalucía.